# Пятницкий, Митрофан Ефимович
Митрофа́н Ефи́мович Пя́тницкий (21 июня [3 июля] 1864, Александровка, Воронежская губерния — 21 января 1927, Москва) — русский и советский музыкант, исполнитель и собиратель русских народных песен; основатель и первый художественный руководитель русского народного хора, получившего впоследствии его имя.

## Биография

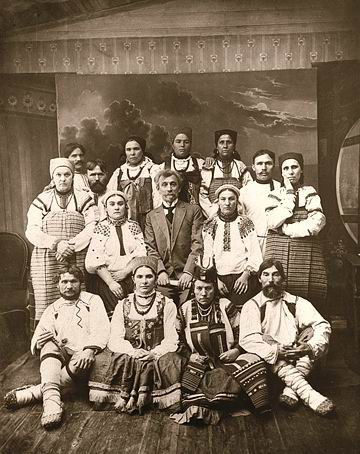
Митрофан Пятницкий с крестьянами (фото до 1910 года)

Митрофан Пятницкий родился 21 июня (3 июля) 1864 года в семье дьячка. Учился в Воронежском духовном училище. Одновременно с учёбой брал уроки пения у Льва Михайловича Образцова, а позднее, уже в Москве, у Камилло Эверарди. Его брат Сергей Ефимович стал священником, в начале XX века он служил в селе Козловка (ныне Бутурлиновский район Воронежской области). Митрофан Ефимович несколько раз приезжал к брату в гости записывать на фонограф русские народные песни.
В Москву приехал в 1897 году, с 1899 года поселился в Большом Боженинском переулке, 11. С 1899 по 1923 год работал делопроизводителем в одной из московских больниц. Увлечённость народным музыкальным творчеством привела его в 1902 году к созданию ансамбля народной песни. Певицы ансамбля: П. В. Козимовская, М. А. Шевченко, Р. А. Кондра, певец-бандурист В. К. Шевченко.

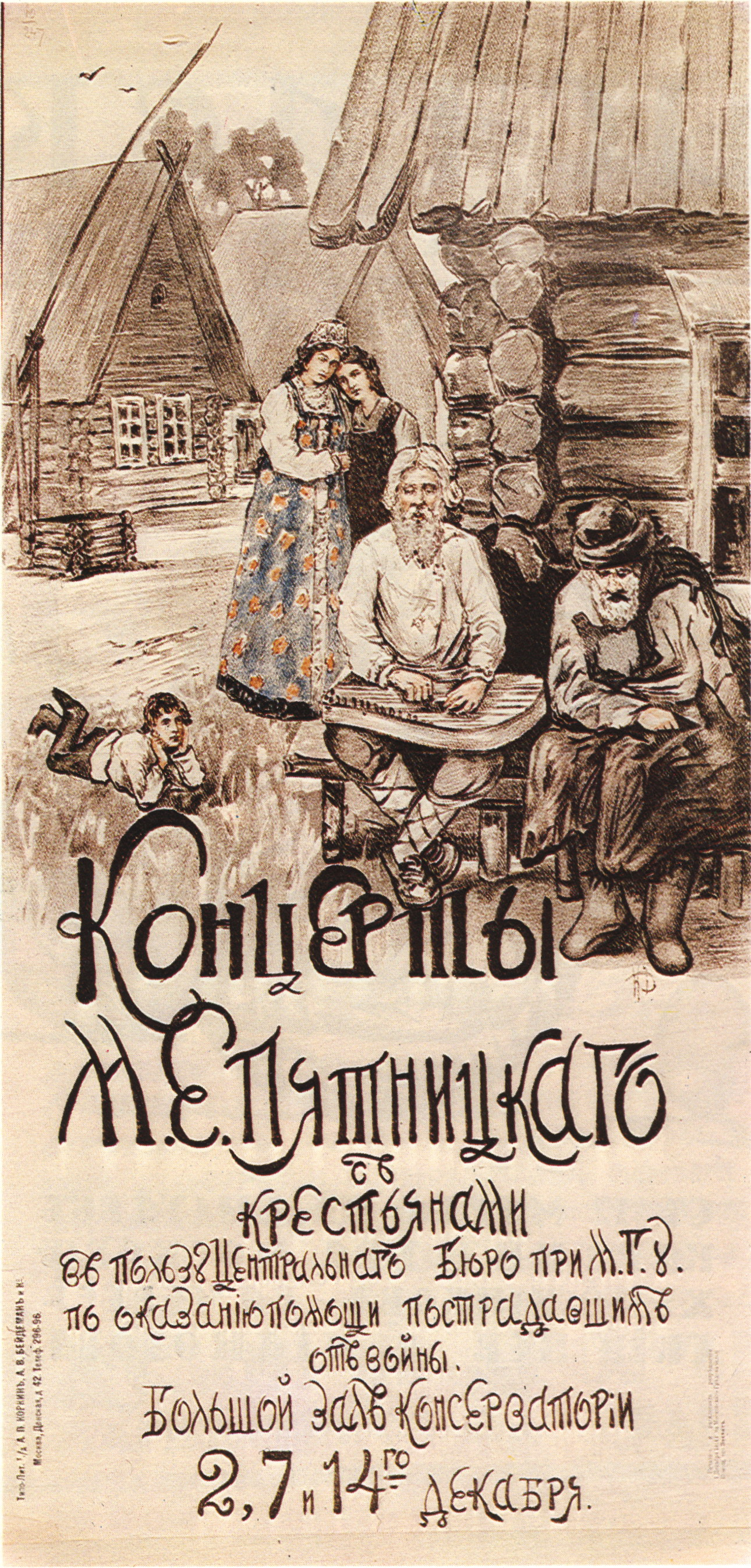
Афиша концерта Пятницкого с крестьянами

С 1903 года — член музыкально-этнографической комиссии при Императорском обществе любителей естествознания, антропологии и этнографии; вёл научно-этнографическую работу. Посетил много деревень (главным образом, воронежских), записал много песен от крестьян; только на фонографе он записал около 400 народных песен, часть которых была опубликована в 1904 и 1914 годах. М. Е. Пятницкий не ограничивался только собиранием песен и инструментальных наигрышей, он собрал коллекции народных инструментов и костюмов. В годы Первой мировой войны служил в одной из московских больниц, куда поступали раненые солдаты и другие нижние чины. Из их числа М. Е. Пятницкий создал так называемый «хор инвалидов» (в числе поющих действительно были воины-инвалиды, георгиевские кавалеры, а также и медперсонал). Многие участники хора, зачастую малограмотные и неграмотные крестьяне в прошлом, впервые изучили нотную грамоту и приобщились к хоровому пению.
Первоначально Пятницкий записывал песни в своём родном селе Александровка, затем сгруппировал их в жанровые разделы, относящиеся к определённой песенной традиции, и опубликовал в 1904 году в своём первом сборнике «12 русских народных песен (Воронежской губернии Бобровского уезда)». 1904, 1910, 1920, 1925 годы — это годы, посвящённые наиболее плодотворным этнографическим поездкам.
«Народная песня, — говорил М. Е. Пятницкий, — эта художественная летопись народной жизни, к глубокому сожалению, вымирает с каждым днем… Деревня начинает забывать свои прекрасные песни… Народная песня исчезает и её надо спасать».
В 1910 году М. Е. Пятницкий создал хор из народных певцов Воронежской и Рязанской губерний, который впоследствии был назван его именем.
17 февраля (2 марта) 1911 года хор впервые выступил в Москве в зале Благородного собрания.
С 1921 по 1925 годы М. Е. Пятницкий преподавал пение в Третьей студии МХАТ (ныне — Театр им. Е. Б. Вахтангова) и на протяжении всей своей жизни являлся бессменным руководителем хора.

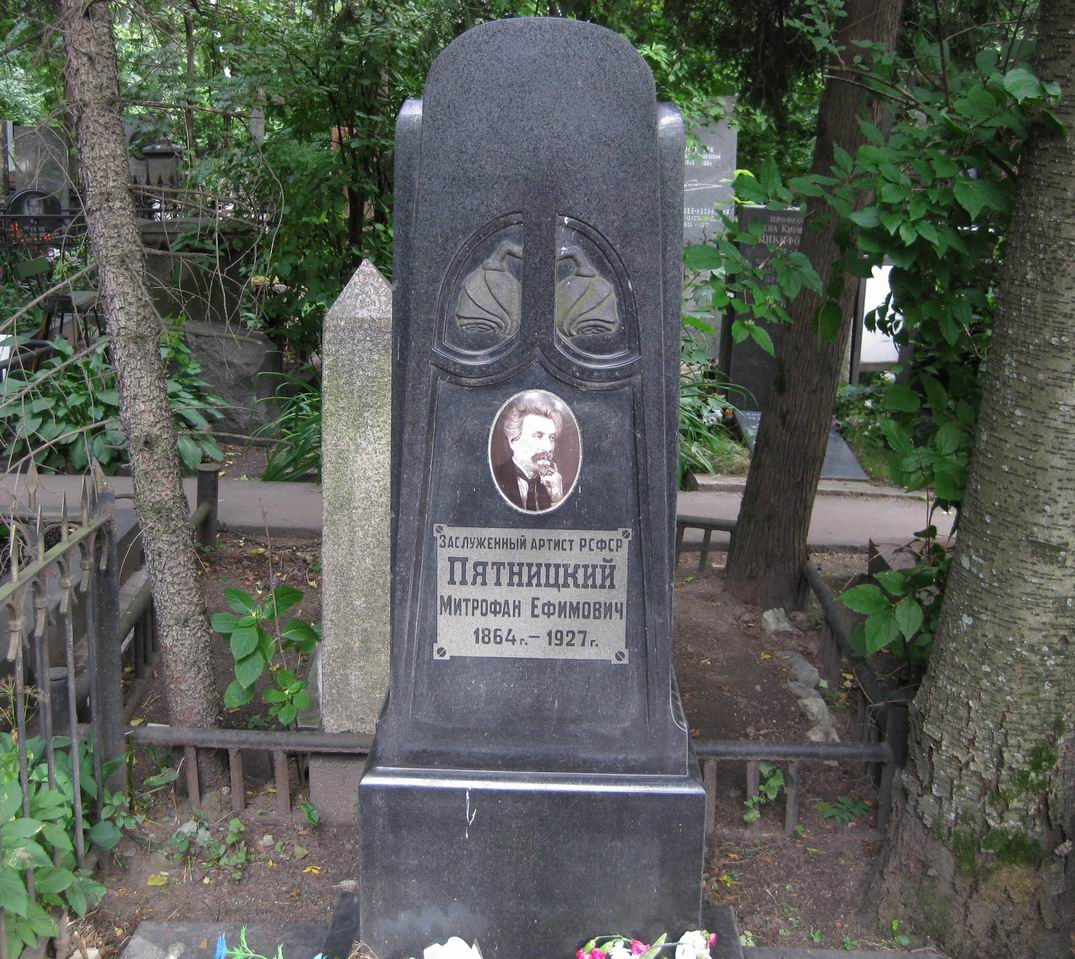
Могила Митрофана Ефимовича на Новодевичьем кладбище Москвы

Умер Митрофан Ефимович 21 января 1927 года; похоронен на Новодевичьем кладбище в Москве.

## Память
- В Воронеже в честь музыканта названа улица и установлен памятник на проспекте Революции.
- В селе Александровка Таловского района Воронежской области работает Александровский народный музей М. Е. Пятницкого[8].
- В 1986 году на киностудии «Мосфильм» снят двухсерийный фильм о жизни и творческом пути М. Е. Пятницкого «Певучая Россия»[9], в котором роль Пятницкого исполнил Юрий Соломин.
- 4 мая 1999 года в честь М. Е. Пятницкого назван астероид (6631) Пятницкий, открытый в 1983 году советским астрономом Л. В. Журавлёвой.

## Награды
- Заслуженный артист РСФСР (1925)